# Pseudohydromys pumehanae
Pseudohydromys pumehanae és una espècie de mamífer rosegador de la família dels múrids. És endèmic de Nova Guinea.

## Descripció
És un rosegador de petites dimensions, amb una llargada de cap i cos de 96-101 mm, una llargada de la cua de 100-103 mm, una llargada del peu de 21-23 mm, una llargada de les orelles d'11-12 mm i un pes de fins a 20 g.
El pelatge és curt, suau i espès. Les parts superiors són de color gris fum, més fosc al cap, als costats del musell i al llarg de la columna vertebral, mentre que les parts ventrals són més clares. El revers de les potes està cobert de petits pèls argentats. La cua és més llarga que el cap i el cos i uniformement de color gris fosc, amb una banda més clara a la part central, coberta per una fina capa de pèls i revestida de 16 anells d'escates per centímetre.

## Biologia

### Comportament
És una espècie terrestre.

## Distribució i hàbitat
Aquesta espècie és coneguda a la part centre-oriental de la serralada central de Papua Nova Guinea.
Viu als boscos molsosos de montà a entre 1.550 i 2.100 metres d'altitud.

## Estat de conservació
Com que fou descoberta fa poc, l'estat de conservació d'aquesta espècie encara no ha estat avaluat formalment.